# Saint-Manvieu-Bocage
Saint-Manvieu-Bocage är en kommun i departementet Calvados i regionen Normandie i norra Frankrike. Kommunen ligger i kantonen Saint-Sever-Calvados som ligger i arrondissementet Vire. År 2018 hade Saint-Manvieu-Bocage 551 invånare.

## Befolkningsutveckling
Antalet invånare i kommunen Saint-Manvieu-Bocage
Referens:INSEE